# Danutė Budreikaitė
Danutė Budreikaitė (* 16. Mai 1953 in Vilnius) ist eine liberale litauische Politikerin und Wirtschaftswissenschaftlerin. Budreikaitė ist seit 2004 Mitglied des Europäischen Parlaments für die Partei Darbo partija, Mitglied der Allianz der Liberalen und Demokraten für Europa (ALDE) und der Renew Europe Fraktion, und stellvertretende Vorsitzende im Entwicklungsausschuss. 
Budreikaitė studierte von 1972 bis 1978 Wirtschaftswissenschaften an der Universität Vilnius und studierte für ihre Promotion von 1981 bis 1986 am Moskauer Zentralinstitut für Wirtschaftsmathematik. Budreikaitė war von 1977 bis 1980 und von 1987 bis 1997 Leitende wissenschaftliche Mitarbeiterin am Wirtschaftswissenschaftlichen Institut der Litauischen Akademie der Wissenschaften und zwischen 1995 und 1998 Projektleiterin bei der Agentur für Unternehmensumstrukturierung „Consulta“. Im Anschluss war sie zwischen 1998 und 1999 im Transform-Programm der EU tätig, das sie als Dozentin für europäische Integration abschloss. Zudem arbeitete Budreikaitė zwischen 1998 und 2003 als Referentin und Abteilungsleiterin der Abteilung Wirtschaftliche Integration im Europa-Ausschuss der litauischen Regierung. Zudem war sie von 2001 bis 2004 Dozentin für europäische wirtschaftliche Integration an der Universität Vilnius. Budreikaitė war 2004 Mitglied des Rates der Arbeitspartei und Beraterin des Haushalts- und Finanzausschusses in der Verwaltung des Parlaments der Republik Litauen. 